# Aubagne
Aubagne je općina koja se nalazi 16 km istočno od Marseillea u francuskom departmanu Bouches-du-Rhône na jugu zemlje. Ondje je sjedište francuske Legije stranaca.

## Zemljopis
Općina je smještena u dolini rijeke Huveaune te je okružena planinskim lancima Garlaban i Sainte-Baume na sjeveru i Douard na jugu.

## Podjela
Sam Aubagne je podijeljen na dva kantona koji se sastoje od podkantona:
- Aubagne-Est (istočni kanton)
  - Carnoux-en-Provence,
  - Cassis,
  - Cuges-les-Pins,
  - Gémenos,
  - Roquefort-la-Bédoule.
- Aubagne-Ouest (zapadni kanton)
  - La Penne-sur-Huveaune.

## Prijevoz
Regionalne željezničke linije povezuju Aubagne s Marseilleom i Toulonom dok je autobusni transport od veljače 2009. besplatan Također, Aubagne je prva općina u Francuskoj koja je u potpunosti okružena autocestama i to: A50 (Marseille-Toulon), A52 (Aubagne-Aix-en-Provence) i A501.
Planira se i izgradnja dvolinijske tramvajske mreže duge 14 km. Prva linija će biti na stanici Le Charrel a druga linija na stanici La Penne-sur-Huveaune. Izgradnja će započeti 2012. dok se 2014. planira započeti s radom.

## Poznate ličnosti
U Aubagneu su rođene mnoge značajne francuske ličnosti kao što su:
- François-Urbain Domergue (1745.), gramatičar i novinar te poznati Jakobinac.
- François-Marie, marquis de Barthélemy (1747.), političar i diplomat, aktivist za vrijeme Francuske revolucije.
- Honoré Joseph Antoine Ganteaume (1818.), admiral.
- Marcel Pagnol (1895.), književnik, filmski redatelj i producent.
- René Marsiglia (1959.), bivši nogometaš i nogometni trener.
- Alain Bernard (1983.), plivač i olimpijski pobjednik.

## Vanjske poveznice
- Službena web stranica općine Aubagne

|  | Portal Francuske – Pristup člancima s tematikom o Francuskoj. |